# Front démocratique uni (Afrique du Sud)
Pour les articles homonymes, voir Front démocratique uni et FDU.

Logo du Front démocratique uni.

Le Front démocratique uni ou FDU (United Democratic Front, UDF) est une importante organisation anti-apartheid d'Afrique du Sud des années 1980. Cette coalition non-raciale, formée de plusieurs centaines d'organisations civiques, Églises, groupements d'étudiants, organisations syndicales… est créée en 1983 pour combattre l'instauration du nouveau parlement tricaméral. L'objectif initial est d'instituer « une Afrique du Sud unie et non raciale, dans laquelle la ségrégation serait abolie et qui serait débarrassée du racisme institutionnel et systématique,. » Son slogan était « L'UDF unit, l'apartheid divise. »

## Contexte
L'engagement des Noirs dans les syndicats, qui commence en 1973 à Durban, contribue à créer une culture politique démocratique en Afrique du Sud. De même, la protestation urbaine de masse remonte aux protestations étudiantes de Soweto en 1976.
L'année 1982 est, en Afrique du Sud, marquée par les premiers effets d'une crise économique mondiale. L'année 1985 voit les cours de l'or, une importante source de richesse pour le pays, s'effondrer. Tout cela entraîne un chômage de masse, qui touche particulièrement les jeunes Noirs.
Le gouvernement de Pieter Botha met en place, en 1983, une nouvelle constitution, dans le but de dissiper les critiques contre l'apartheid et repartir sur de nouvelles bases. La nouvelle structure politique qui en découle prend la forme d'un parlement tricaméral, qui permet aux indo-asiatiques et aux populations coloured d'élire leurs représentants dans des chambres séparées et d'avoir une représentation « nomimale » au gouvernement. Les Noirs ne sont toujours pas représentés au parlement ni autorisés à participer au gouvernement,,.
À l'occasion d'une manifestation à Langa, près du Cap, en 1984, la police tire sur les manifestants, ce qui entraîne un début d'insurrection locale puis un soulèvement des jeunes Noirs dans toute l'Afrique du Sud.

## Histoire

### Création
Les plans d'une nouvelle organisation politique sont proposés par le révérend Allan Boesak, un prêtre de l'Église réformée néerlandaise, lors d'une conférence du Transvaal Anti-South African Indian Council Committee (TASC) le 23 janvier 1983. La partie de son discours où il appelle à la création d'un « front uni des Églises, des associations civiques, des syndicats, des organisations étudiantes et des groupements sportifs » est improvisée, mais est elle bien reçue. Il appelle aussi à ce que les Noirs puissent avoir une représentation pleine et entière au gouvernement.
L'organisation naissante forme alors des comités régionaux, qui entrent en contact avec des organisations locales. Cela commence par la province du Natal, en mai, suivie par la province du Transvaal, en juin, et par celle du Cap, en juillet. Les représentants régionaux forment le comité national intérimaire, qui accueille aussi des militants appartenant à d'autres organisations.
À la fin du mois de juillet, le comité national se réunit, deux jours durant, pour discuter d'une date pour un lancement national. Quoique la plupart des délégués souhaitent avoir du temps pour organiser les régions avant le lancement national, il est décidé que la meilleure date est le 20 août, jour où le gouvernement prévoit d'instaurer la constitution tricamérale. L'UDF distribue plus de 400 000 lettres, tracts et brochures pour informer de son lancement. Le logo et le slogan sont aussi choisis à l'occasion de cette réunion. Le logo illustre le fait que l'UDF espère attirer un large éventail de Sud-Africains, de toutes les « races ». Quelques associations membres adaptent à leur façon le slogan « L'UDF unit, l'apartheid divise » ; ainsi, l'association Soweto Civic Association utilise le slogan « Soweto Civic Association unit, Piet Koornhof divise ».
Le 20 août 1983, l'UDF est officiellement lancé au Rocklands community hall de la ville de Mitchell's Plain, près du Cap. Frank Chikane, le premier orateur principal, appelle ce jour « un tournant dans la lutte pour la liberté. »

### Activités
En 1989, l'UDF envoie des délégués aux États-Unis et au Royaume-Uni pour envisager l'aide des pays étrangers à la lutte destinée à mettre fin à l'apartheid. Les femmes de ces délégations dirigent les conversations, notamment Albertina Sisulu, qui véhicule un message fort de non-violence et de compassion.

### Bannissement et emprisonnement
En 1986, le président Pieter Botha interdit à l'UDF de recevoir des fonds en provenance de l'étranger. En février 1987, l'UDF tombe sous le coup d'une interdiction gouvernementale. En mai 1987, un juge de la Cour suprême du Natal, John Didcott, décide que l'interdiction fait à l'UDF de recevoir des fonds de l'étranger doit être levée. Les contributions de l'étranger représentent plus de la moitié du budget de l'organisation.
À la fin de 1987, l'UDF voit la majeure partie de ses militants emprisonnés.

### Procès pour haute trahison
Le 19 février 1985, plusieurs membres de l'UDF, dont Albertina Sisulu, Frank Chikane et Cassim Saloojee sont arrêtés sous l'inculpation de haute trahison. L'UDF est accusé d'être une organisation parallèle du Congrès national africain. En novembre 1988, huit des accusés sont acquittés, tandis que quatre militants sont jugés coupables de terrorisme. Le juge statue également sur le fait que l'UDF est une « organisation révolutionnaire » qui incita, en 1984, les Noirs des townships à la violence dans le but de rendre l'Afrique du Sud ingouvernable. Les condamnations sont annulées par la Cour d'appel de Bloemfontein en 1989, qui relâche ainsi cinq militants, dont Popo Molefe (en), futur Premier ministre de la province du Nord-Ouest.

### Dissolution
Lorsque le Congrès national africain (ANC), le Parti communiste sud-africain (SACP), le Congrès panafricain d'Azanie (PAC) et d'autres organisations sont légalisés en février 1990, l'organisation doit faire face à un changement, et « il devint clair que la nécessité de maintenir l'UDF n’existait plus,. » En mars 1991, la décision de dissolution est prise et l'UDF tient sa dernière réunion le 14 août 1991, à Johannesbourg.

## Structure et organisation
L'UDF est une organisation « chapeau » à structure fédérale, utilisant des méthodes décentralisées pour mettre en œuvre ses actions. Elle prône une idéologie « nationaliste africaine, socialiste et chrétienne ». Les actions qu'elle mène recouvrent la grève des loyers, les manifestations scolaires, l'absentéisme militant et le boycott du système tricaméral. Tout cela se met effectivement en place à partir de septembre 1984. Le but commun, qui est de mettre fin à l'apartheid et au racisme institutionnel, permet à des groupes divers de travailler ensemble, sans distinction de sexe, race, religion, et toutes les organisations sont accueillies dans la mesure où elles luttent contre l'apartheid ; l'UDF aide ainsi beaucoup de petites organisations à se financer.
En 1986, 700 organisations travaillent sous ce « chapeau », mouvements de jeunesse, syndicats, organisations communautaires, Églises… Au plus haut, il y aurait eu jusqu'à 1 000 groupes affiliés à l'UDF. La structure de direction comprend, au plus haut niveau, un comité exécutif national, avec trois présidents, des secrétaires, un trésorier et des représentants des diverses régions. Malgré le leadership du comité exécutif, beaucoup des « initiatives d'action viennent des niveaux inférieurs de l'organisation et de ses membres les plus jeunes,. » Du fait des arrestations fréquentes, les dirigeants sont « prudents et enclins au secret,. »

### Congrès des femmes de l'UDF
Les féministes de l'organisation estiment qu'elle ne traite pas vraiment des sujets relatifs aux femmes et que ces dernières y ont un statut de seconde classe.
Le congrès des femmes est constitué le 23 avril 1987 et fédère les organisations féminines affiliées à l'UDF. Des organisations telles que l'Organisation des femmes du Transvaal, l'Organisation des femmes de Port Elizabeth, l'Organisation des femmes de Port Albert et le Congrès féminin de Gompo envoient des déléguées à la première rencontre. À cette occasion, elles établissent une liste des problèmes rencontrés par les femmes impliquées dans l'UDF, dont l'absence de femmes dans les organes de direction, l'incapacité de l'UDF à traiter les sujets de la discrimination sexuelle et le harcèlement sexuel à l'intérieur de l'organisation. Les déléguées élisent Albertina Sisulu à la tête du conseil national du Congrès des femmes de l'UDF.
En 1988, les femmes sont fortement impliquées dans la grève des travailleurs des mines. Beaucoup des femmes de la classe ouvrière protestent contre le soutien apporté à la direction des industries minières par le gouvernement, et elles soumettent une pétition. Certaines manifestent avec leur bébé attaché sur le dos.
Les critiques envers le Congrès des femmes portent sur le fait que s'intéresser particulièrement aux sujets propres aux femmes « pourrait affaiblir le combat global pour la liberté,. » D'autres disconviennent, arguant que « notre lutte pour la liberté sera gagnée uniquement si les hommes et les femmes combattent côte à côte,. »

### Relations avec l'ANC
L'UDF adopte, dès ses débuts, la Charte de la liberté, une déclaration réclamant une Afrique du Sud libre et une constitution démocratique. Au début, l'ANC n'accueille pas favorablement l'arrivée de l'UDF.
Tout au long de son existence, l'UDF demande la libération des dirigeants emprisonnés, ceux de l'ANC, mais aussi celle d'autres prisonniers politiques. En 1985, l'UDF annonce, à l'occasion d'un rassemblement de 2 500 personnes, lancer une campagne pour la libération de Nelson Mandela.
L'UDF n'est et ne sera jamais formellement rattaché à l'ANC ; il ne participe pas à la lutte armée et ne veut pas être associé à la violence ou à des actes de sabotage à l'encontre du gouvernement. En outre, l'ANC montre, au fil du temps, « une intolérance croissante envers les valeurs portées par l'UDF,. »

### Relations avec le Mouvement de conscience noire
Le Mouvement de conscience noire n'est pas d'accord avec l'UDF quant au fait que les Blancs sont les bienvenus dans la lutte contre l'apartheid. Le Mouvement de conscience noire partait du principe que la lutte pour la libération devait être menée par les Noirs, tandis que l'UDF accueillait quiconque partageait ses buts et s'impliquait dans la lutte.

### Mouvement démocratique de masse
En 1989, l'UDF et le Congrès des syndicats sud-africains (Congress of South African Trade Unions, COSATU), entament une coopération plus étroite dans le cadre d'une alliance nommée Mass Democratic Movement (MDM), « Mouvement démocratique de masse », à la suite des restrictions imposées par le gouvernement d'apartheid aux deux mouvements. Le gouvernement décrit le MDM comme une alliance entre l'UDF, le COSATU et l'ANC, bien que cela soit contesté par le MDM lui-même,,. La nature peu formalisée de l'alliance formant le MDM la rend difficile à bannir par le gouvernement.

## Membres connus
- Saleem Badat (en)
- Allan Boesak
- Frank Chikane
- Farid Esack
- Archie Gumede (en)
- Matthew Goniwe (en)
- Mkhuseli Jack (en)
- Helen Joseph
- Mosiuoa Lekota
- Yunus Mohamed (en)
- Popo Molefe (en)
- Trevor Manuel
- Oscar Mpetha (en)
- Victoria Mxenge
- Jay Naidoo
- Sister Bernard Ncube (en)
- Maite Nkoana-Mashabane
- Gugile Nkwinti (en)
- Albertina Sisulu
- Desmond Tutu

### Crédits
- (en) Cet article est partiellement ou en totalité issu de l’article de Wikipédia en anglais intitulé « United Democratic Front (South Africa) » (voir la liste des auteurs).

### Traductions
1. ↑  (en) « non-racial, united South Africa in which segregation is abolished and in which society is freed from institutional and systematic racism. »
2. ↑  (en) « UDF Unites, Apartheid Divides. »
3. ↑  (en) « it became clear that the need for the UDF no longer existed. »
4. ↑  (en) « momentum for action came from the bottom levels of the organisation and from its youngest members. »
5. ↑  (en) « cautious and secretive »
6. ↑  (en) « had the potential to weaken the overall liberation struggle. »
7. ↑  (en) « our struggle from freedom can only be won if men and women fight side by side. »
8. ↑  (en) « showed an increasing intolerance for the values upheld by the UDF. »